# Saint-Sever
Saint-Sever è un comune francese di 4 949 abitanti situato nel dipartimento delle Landes nella regione della Nuova Aquitania.

## Monumenti e luoghi d'interesse
- Abbazia di Saint-Sever

## Società

### Evoluzione demografica
Abitanti censiti